# Argyreus argyrius
Argyreus argyrius är en fjärilsart som beskrevs av Carl von Linné 1768. Argyreus argyrius ingår i släktet Argyreus och familjen praktfjärilar. Inga underarter finns listade i Catalogue of Life.